# جو سي هو
جو سي هو (من مواليد 9 أغسطس 1982) هو كوميدي كوري جنوبي.

## روابط خارجية
- leosaeho89على تويتر.